# Gripsholmi kastély
A gripsholmi kastély (svédül: Gripsholms slott), egy korábbi királyi rezidenciaként szolgáló késő reneszánsz kastély Svédországban, a Södermanland tartományi Mariefredben. A kastély az ország harmadik legnagyobb tavának, a Mälarennek a középső részén, Strängnäs községben, mintegy 60 kilométerre Stockholmtól helyezkedik el.
Építtetője a Vasa-ház első uralkodója, I. Gusztáv svéd király volt a 16. században. Végső formáját a 18. századra nyerte el, eddig szolgált a királyi család egyik székhelyeként. Ma múzeum, ám még mindig a mindenkori svéd uralkodó rendelkezésére áll, mint a koronapaloták egyike. Itt található a Svéd Nemzeti Portré Galéria, ami a világ legnagyobb portrégalériája, egyúttal itt játszódik Kurt Tucholsky A gripsholmi kastély c. regénye is.

## Története
A területet a kalmari unió idején, 1404-ben szerezte meg a korona számára I. Margit királynő, és a korona birtokában maradt egészen 1472-ig, amikor is egy földbirtokcserével az országot kormányzó Idősebb Sten Sture megszerezte, így a Vasa család birtokába került. A kormányzó 1498-ban a karthauziaknak adományozta, akik rendháza mintegy harminc évig működött itt. Ez volt az egyetlen karthauzi kolostor Skandináviában, valamint az egyik utolsó, amit Svédországban a reformáció előtt alapítottak.
1526-ban a hitújítás alatt I. Gusztáv svéd király, Sture örököse, feloszlatta a kolostort és visszavette családja, ezzel a svéd korona birtokába. A király lebontatta a kolostort és az itt elhelyezkedő korábbi épületeket, helyére pedig védelmi céllal egy köralakú saroktoronnyal ellátott és fallal körülvett erődvárat emeltetett. Idősebb Sture örökségeként a Vasa-házi királyok nagy becsben tartották a gripsholmi kastélyt, gyakran időztek itt.

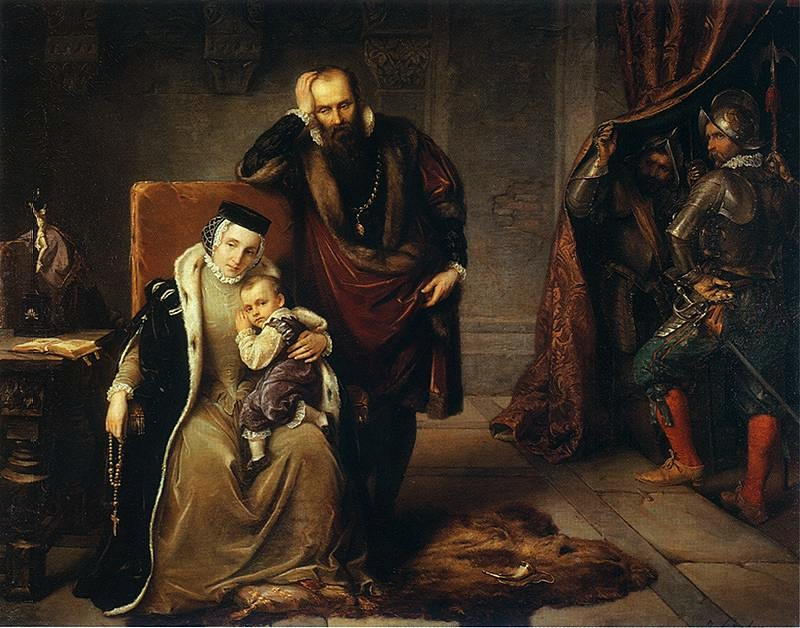
A kastély falain belül fogva tartott János és Jagelló Katalin itt született gyermekükkel, a későbbi III. Zsigmond lengyel király (Józef Simmler, 1859)

A ma is látható kastélyszárny 1537 és 1545 között épült Henrik von Cöllen tervei szerint. Gripsholm ezt követően számos jelentős svéd történelmi vonatkozással bírt: XIV. Erik svéd király ide záratta el a felségárulással megvádolt fivérét, Jánost és annak feleségét, Jagelló Katalint. Fiuk, a későbbi III. Zsigmond lengyel király itt született 1566. június 20-án. XIV. Erik elfogását követően a gripsholmi kastély volt az egyik helyszín, ahol a volt királyt fogva tartották.
Gripsholm a 17. századra is megtartotta jelentőségét: 1636 és 1640 között II. Gusztáv Adolf király özvegye, Brandenburgi Mária Eleonóra lakhelyéül, majd 1654 és 1715 között Hedvig Eleonóra svéd királyné egyik rezidenciájaként szolgált. Eleonóra királyné a kastélyt több módon átépítette és bővítette. 1715-ös halálát követően Gripsholm jelentősége csökkent, a 18. századra börtönként kezdték használni.
1773-ban a kastélyt III. Gusztáv svéd király felújíttatta felesége, Dániai Zsófia Magdolna megbízásából. Gusztáv uralkodása alatt Gripsholm újból a királyi udvar kedvelt színtere lett. A kastélyt ekkor egészítették ki egy színházzal, amely az egyik vártoronyban kapott helyet és III. Gusztáv Francia Színházának színtere volt 1781 és 1792 között. IV. Gusztáv Adolf és családja itt raboskodott az 1809-es lemondatását követően, amely okiratot itt íratták alá vele.
Az utolsó jelentősebb helyreállításokra és átalakításokra Fredrik Lilljekvist vezetésével az 1890-es években került sor.

## Galéria

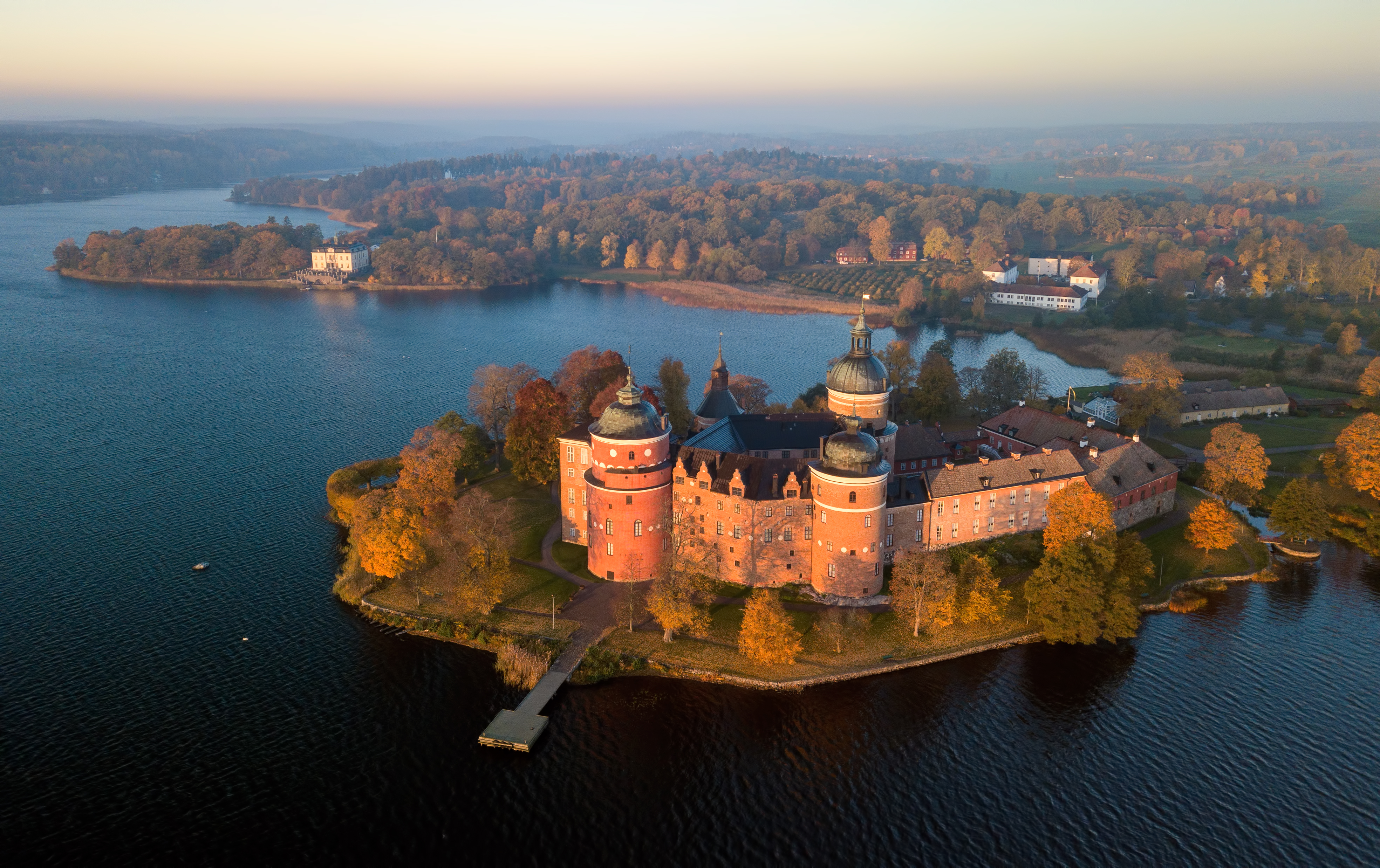
Gripsholmi kastély madártávlatból
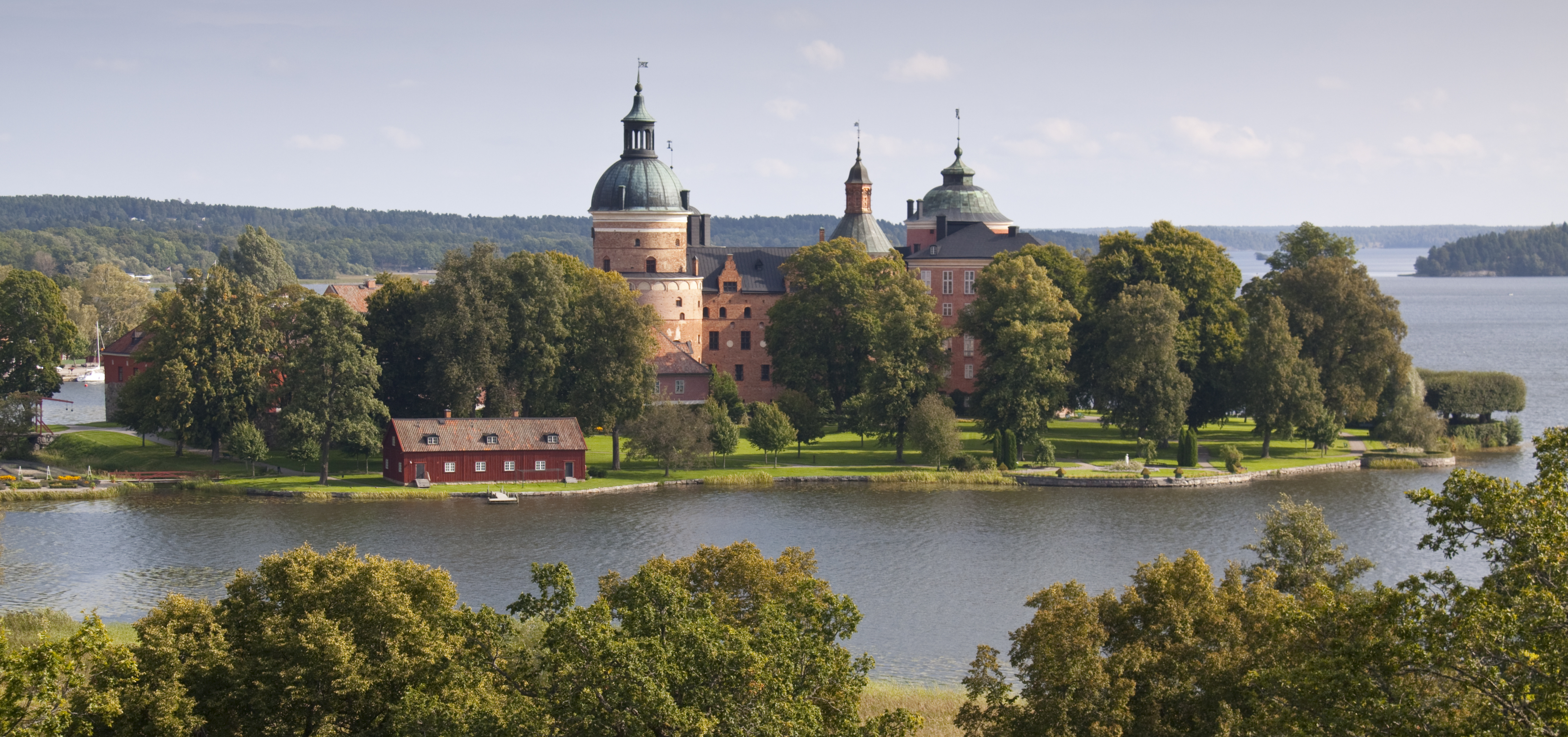
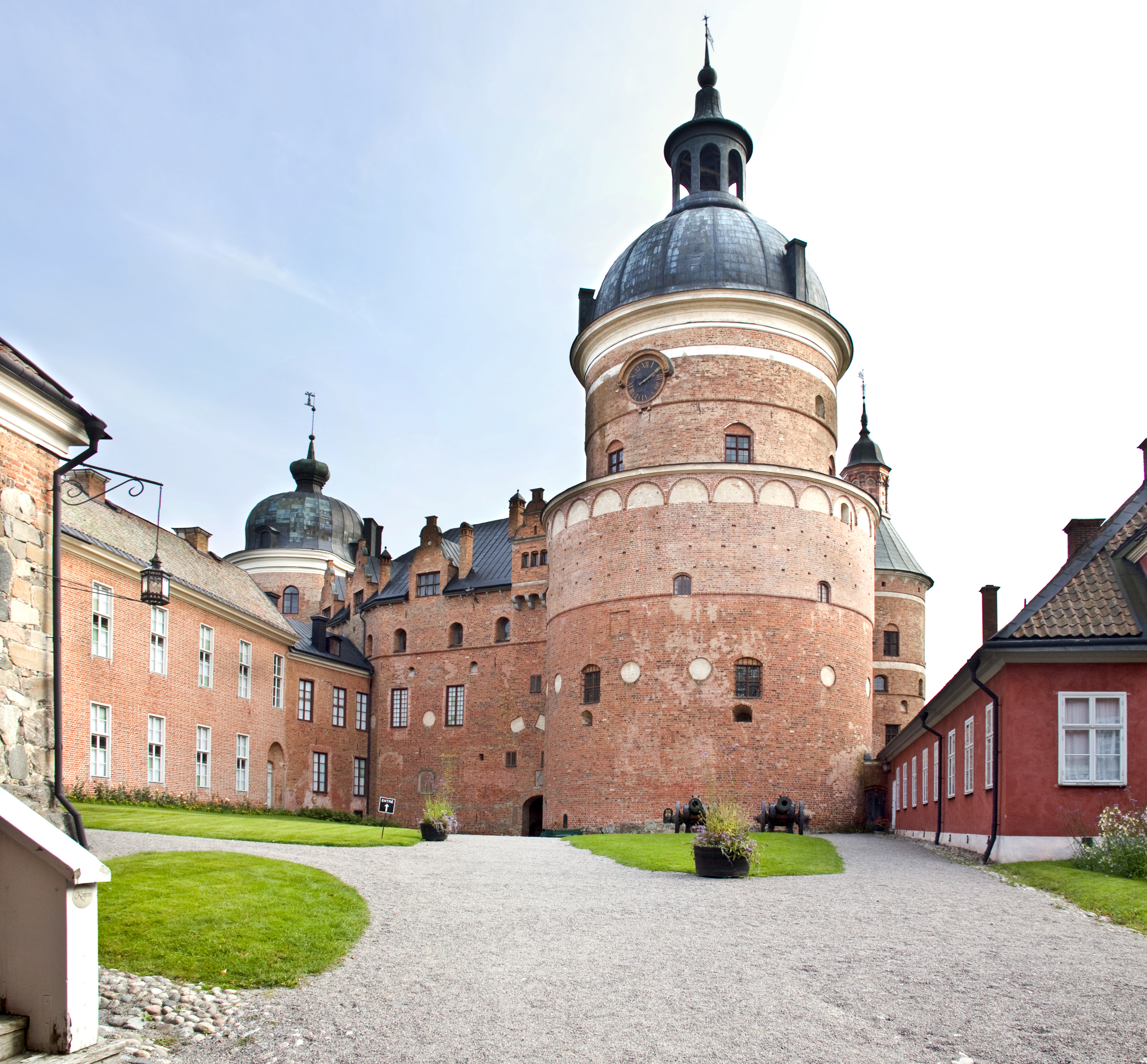
A belső udvar az átjáróból nézve
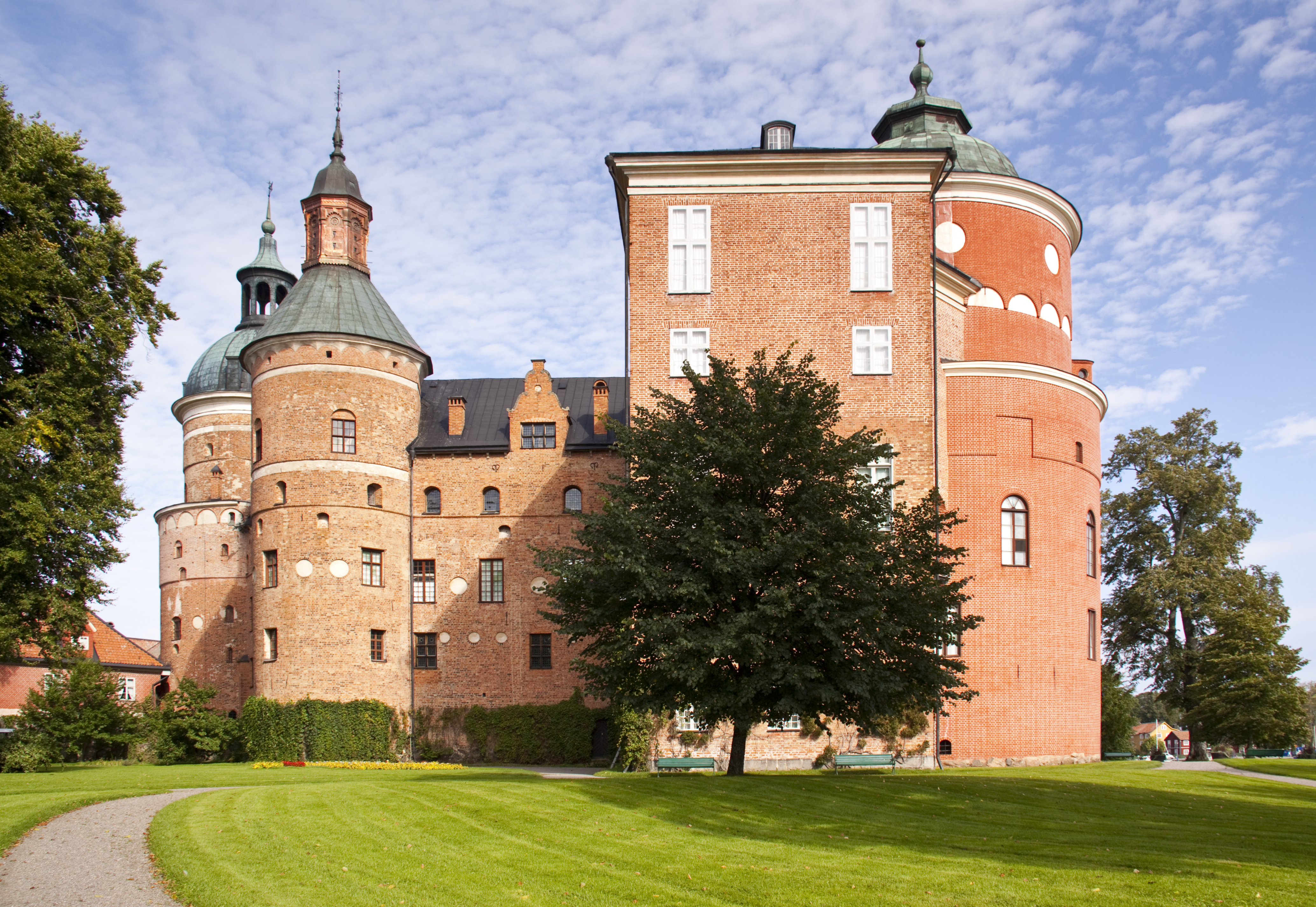
A kastély keleti szárnya a parkból szemlélve, előtérben (balra) a börtöntorony
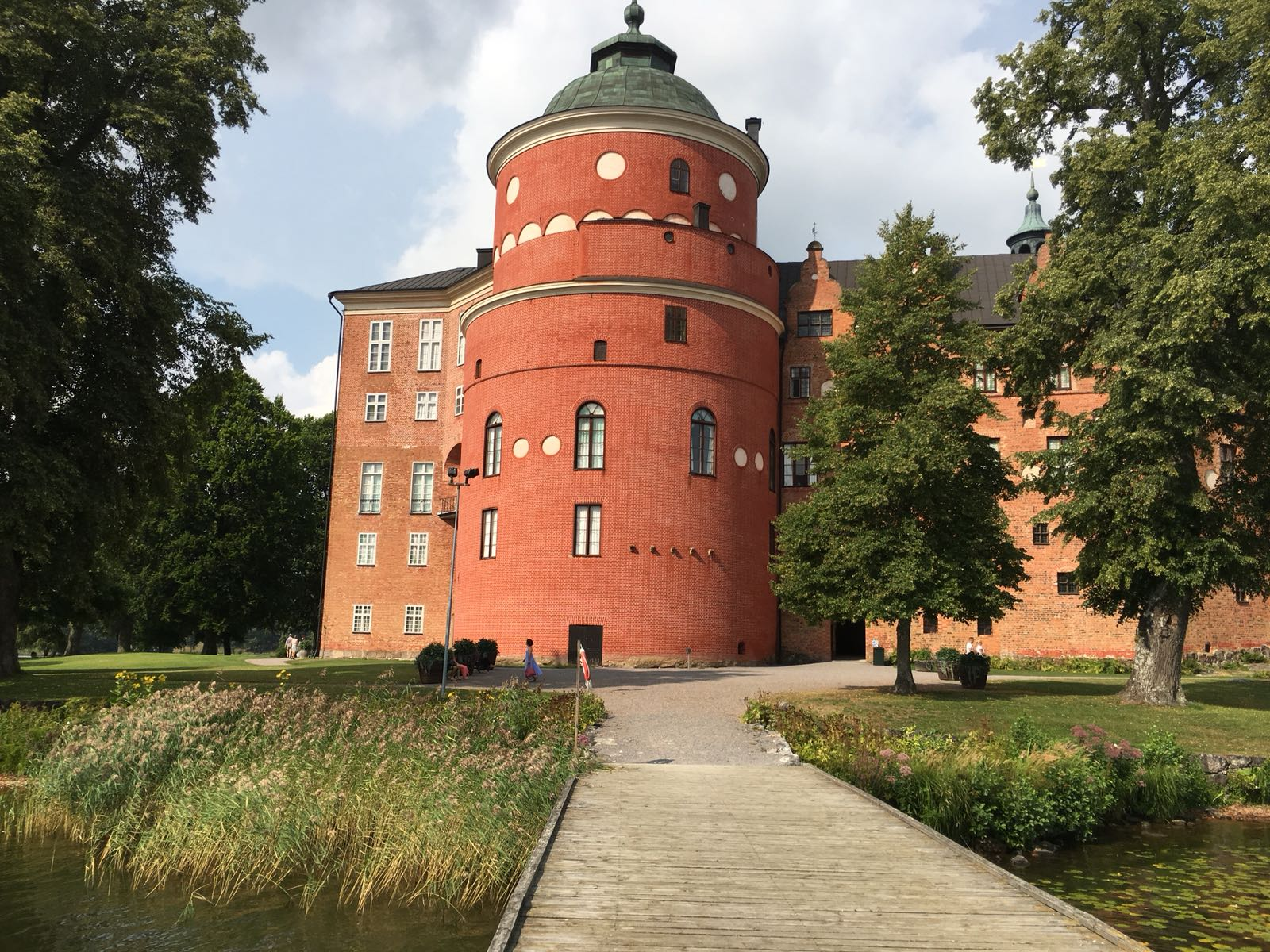
Látás nyugat felől
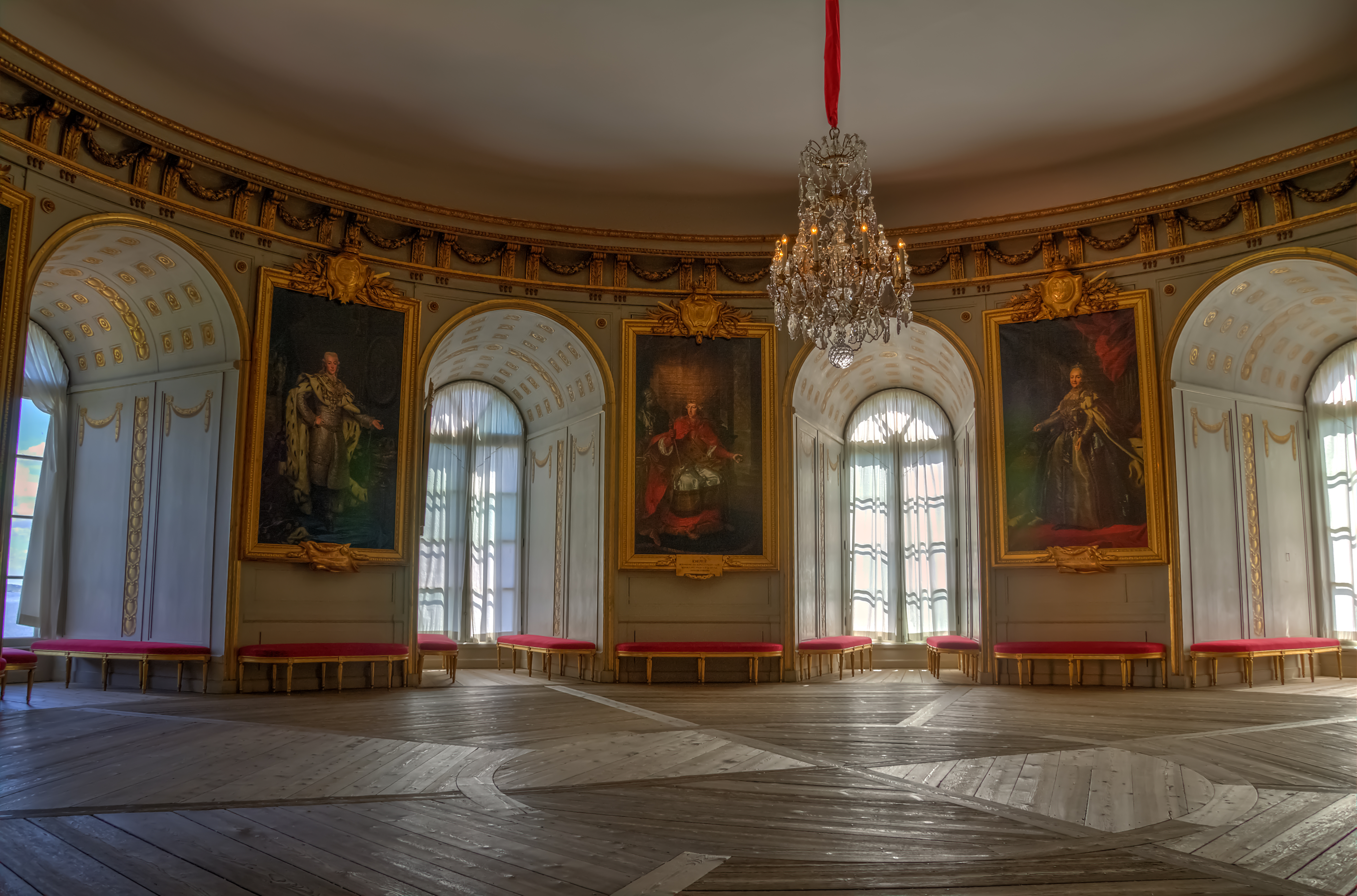
A színháztorony második emeletén található, fogadások helyszínéül szolgáló ún. „kerekszalon”